# タマツナギ

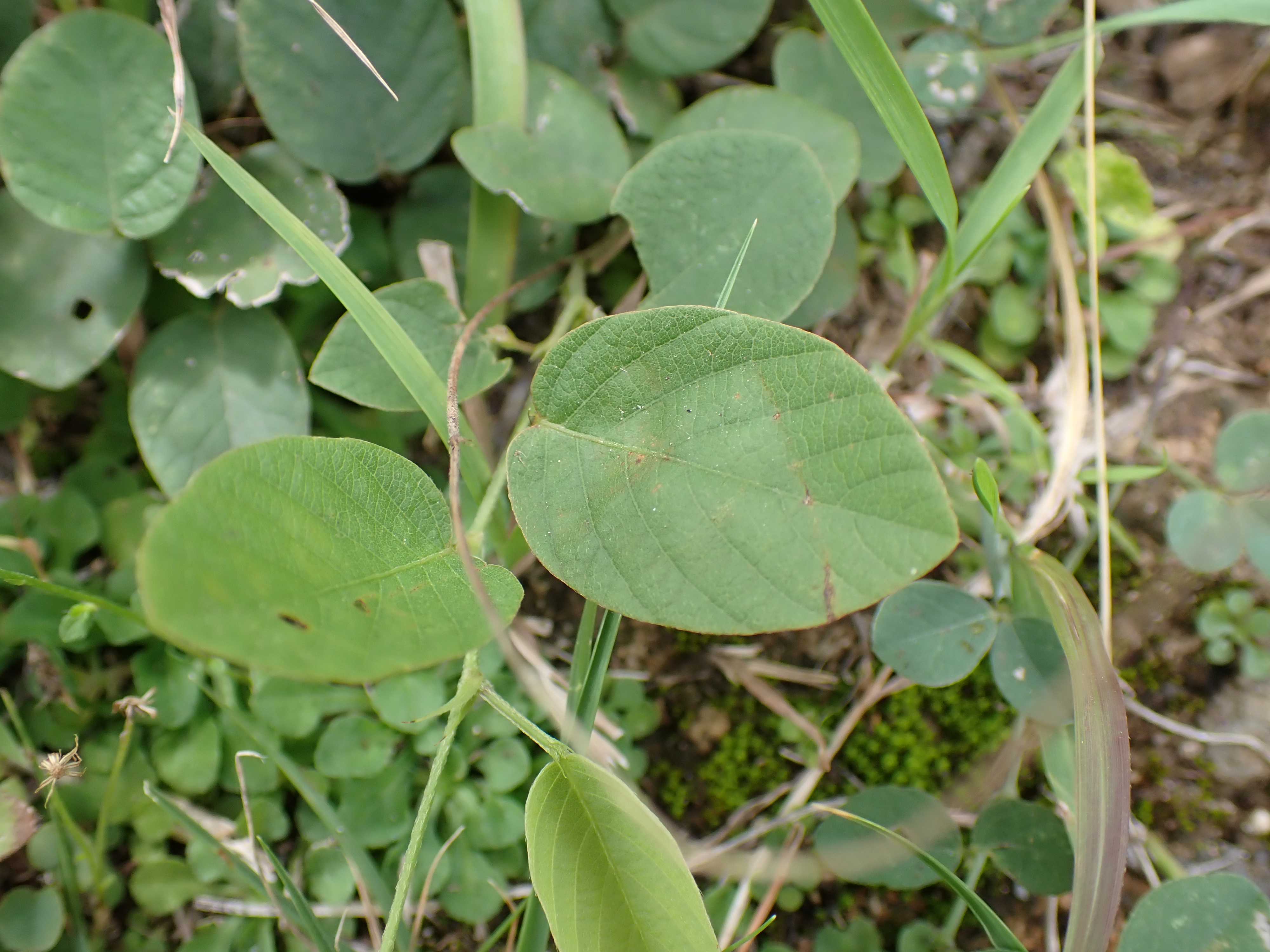
単出複葉

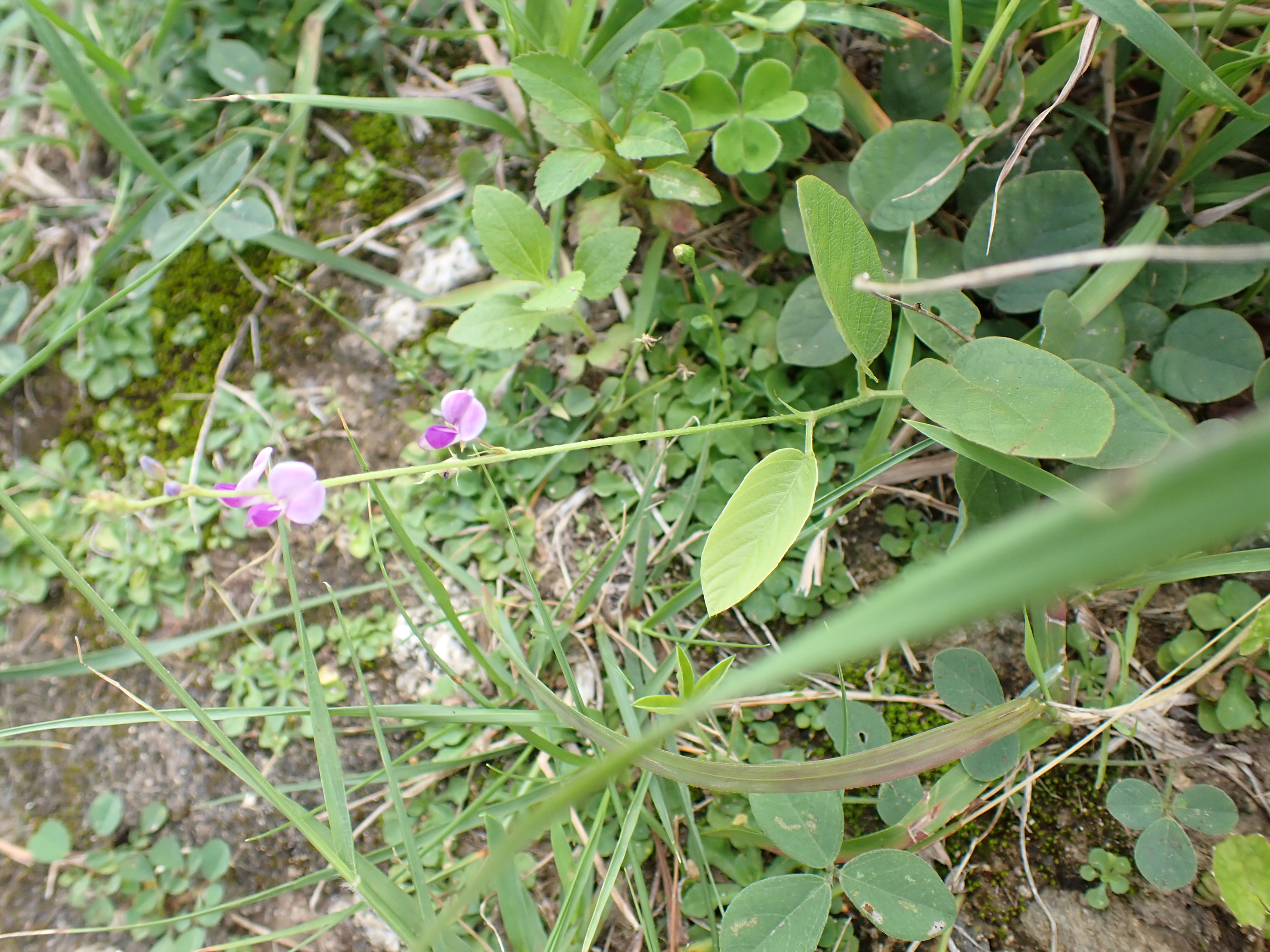
葉柄基部に1対の小托葉がある

タマツナギ（玉繋ぎ、学名：Pleurolobus gangeticus）はマメ科タマツナギ属の常緑亜低木。和名は、円形の小節果が連なる節果の形状にちなむ。

## 特徴
茎は直立または斜上して高さ0.3–1.5 m。茎は軟毛がある。小葉は1枚の単出複葉で、側脈が斜めに出て目立ち、長さ3–15 cm、幅3.5–7 cmの長楕円形～卵状楕円形で、葉裏に軟毛がある。葉縁は全縁。針状の小托葉が1対ある。葉柄は長さ約1.8 cmで軟毛がある。花序は細長く、頂生の円錐花序または葉腋につく総状花序を形成する。花は長さ約4 mmの淡黄色または淡紫色で、開花期は春～夏。果実は長さ18–22 mm、幅2.5 mmの節果で、やや曲がる。表面に鉤状の毛が密生し、節果の腹縫合線はまっすぐで、背縫合線は小節果間でくびれる。ほぼ円形の小節果4–8個が連なる。

## 分布と生育環境
アジア、オーストラリア、アフリカの熱帯～亜熱帯に分布。日本では先島諸島の宮古島、石垣島、小浜島、西表島へ稀に自生する。日当たりの良い低地原野に生育する。

## 属の分類と名称の変遷
かつて本種が所属していたDesmodium（旧ヌスビトハギ属→旧シバハギ属）は多系統であったことから細分化され、本種は2018年にタマツナギ属Pleurolobusへ移され1属1種となった。従来の図鑑等では以前のDesmodium属で表記されていることが多いが、YListやPOWOでは既にPleurolobus属とされていることから、本項では後者に従いPleurolobus属と表記する。